# Asylia
Asylia (Oudgrieks:' ἄσυλία < ἄ (niet) + συλάω (stelen, wegnemen)) was een Oud-Griekse term die zowel kon slaan op de onschendbaarheid ("het niet mogen wegnemen") van een persoon of een heiligdom (temenos) en alle personen die zich binnen dit heiligdom bevinden.

## Asyliaten persoonlijke titel
Iemand die asylia genoot, werd een asylos (Oudgrieks: ἄσυλος) genoemd. Hij kreeg de garantie van de polis (stadstaat) die de asylia verleende dat hij, noch zijn goederen kon worden weggenomen van hun grondgebied. Zelfs wanneer er oorlog werd gevoerd tussen de staat van de asylos en de staat die hem de asylia had verleend, had de asylos niets te vrezen: geen van beide partijen zou het wagen de asylos een haar te krenken, want eens de asylia was gebroken, konden ook andere deze breken met betrekking tot de eigen burgers. Er werd bovendien een boete uitgeschreven wanneer men de asylia schond.
De heraut (Oudgrieks: κήρυξ), die onder de bescherming van Hermes stond, was onschendbaar en te herkennen aan zijn kerykeion (Oudgrieks: κηρύκειον), herautenstaf waarrond twee slangen slingerden). Maar voor ambassadeurs en andere reizigers tussen de verschillende poleis (staten) in Griekenland bestond er geen enkele vorm van onschendbaarheid, tenzij deze door asylia was toegekend aan hun persoon. Zo werd de asylia voor de heen- en terugreis toegekend aan atleten die naar Panhelleense spelen gingen door de poleis die aan deze spelen deelnamen. Ze werd ook vaak aan ambassadeurs verleend. Daarnaast waren er ook private personen uit andere poleis die de asylia als eerbewijs kregen: proxenen (vingen burgers van een andere polis op in hun eigen polis), weldoeners van de stad (iemand van een andere polis die een weldaad voor de polis in kwestie had gedaan) en staatslieden. Daarnaast werd de asylia ook verleend aan artiesten voor de spelen van Dionysus en ambachtslui die nodig waren bij publieke werken of de voorbereidingen van publieke spelen.
De asylia kon bovendien ook toegekend worden aan een gehele polis, waarbij al haar burgers konden genieten van asylia in de poleis die de polis asylia had verleend. Vaak was dit wederkerig en genoten ook de burgers van de andere poleis asylia in de polis waaraan men de asylia had verleend. Zo is er een opschrift bewaard gebleven van de verlening van asylia aan Carthaea op Keas door de Aetoliërs.

## Asyliavan heiligdommen
Al zeer vroeg genoot alles binnen de temenos van een Grieks heiligdom onschendbaarheid. Door associatie werd deze asylia uitgebreid tot de directe omgeving van het heiligdom. Ook personen die geen persoonsgebonden asylia genoten, konden door zich in het heiligdom te begeven onder de asylia van dit heiligdom vallen. Het is belangrijk hierbij een onderscheid te maken tussen asylia dat voor iedereen gold maar niet voor alle heiligdommen van toepassing was en iketeia dat voor alle onschuldigen gold én voor alle heiligdommen van toepassing was. Het is echter moeilijk te bepalen welke heiligdommen nu juist asylia hadden en welke slecht iketeia.
In latere tijden gingen de poleis de asylia van een bepaald heiligdom expliciet benadrukken, in de hoop dat hierdoor ook de polis zelf onder de asylia van het heiligdom bleef. In de hellenistische periode ging men zelfs zover dat men de asylia expliciteerde als van toepassing op de polis zelf, zonder de band met het heiligdom te vermelden.

## Voetnoten
1. ↑  Plutarchus, Aratus 28.5. Gearchiveerd op 15 mei 2021.
2. ↑  IG XII 5.535. Gearchiveerd op 13 maart 2007.
3. ↑  Vgl. Pausanias, VII 23.1.

## Verder lezen
- M. Dreher, Das Asyl in der Antike von seinen christlichen Ursprüngen bis zur christlichen Spätantike, in Tyche 11 (1996), pp. 80–96.
- M. Dreher (ed.), Das antike Asyl. Kultische Grundlagen, rechtliche Ausgestaltung und politische Funktion, Keulen, 2003. ISBN 3412101036
- K.J. Rigsby, Asylia. Territorial Inviolability in the Hellenistic World, Berkley - Los Angeles - Oxford, 1997. ISBN 0520200985
- C. Traulsen, Das sakrale Asyl in der Alten Welt: zur Schutzfunktion des Heiligen von König Salomo bis zum Codex Theodosianus, Tübingen, 2004. ISBN 3161481704
- W. Ziegler, Symbolai und Asylia, Bonn, 1975.